# Muroidea
De Muroidea zijn een grote superfamilie van knaagdieren die over de hele wereld voorkomt. Meestal zijn het kleine diertjes met een betrekkelijk kort leven en snelle voortplanting. Kenmerkend is dat ze allen hoogstens drie kiezen in elke kaak hebben. Bij sommige soorten is de derde kies verdwenen, bij enkele ook de tweede. Veel soorten zijn een plaag in de landbouw en sommigen zijn gevreesde overbrengers van ziekten. Ze zijn inheems op alle grotere landmassa's, zelfs in Australië en op Nieuw-Guinea en de Solomonseilanden. Ze zijn het nauwste verwant aan de jerboa's, waarmee ze de onderorde Myomorpha vormen. Met bijna 1600 soorten omvatten ze twee derde van de diversiteit van de knaagdieren en ruim een kwart van de zoogdieren.
Alle levende Muroidea worden onder andere gekenmerkt door een myomorfe bouw van de kaakspieren en door de afwezigheid van alle valse kiezen. Beide kenmerken zijn synapomorfieën voor deze groep; de nauwste fossiele verwanten van de Muroidea hebben deze kenmerken niet. Bij de fossiele Muroidea ziet men deze kenmerken echter niet altijd terug: het Oligocene Centraal-Aziatische geslacht Cricetops is, net als een aantal andere, minder goed bekende geslachten nog hystricomorf, net als de jerboa's, en de oudste Muroidea, zoals Pappocricetodon antiquus uit het Midden-Eoceen van China hebben nog de vierde valse kies in de bovenkaak (P4), die eveneens ook bij de jerboa's nog voorkomt. Deze zeer oude Muroidea worden op basis van een combinatie van kenmerken van de tandmorfologie in de Muroidea geplaatst, waaronder de ontwikkeling van de anterocoon en anteroconide (de structuur op de voorkant van de eerste kies in respectievelijk de boven- en de onderkaak). Toch is de plaatsing van sommige Eocene en Oligocene geslachten, zoals Simimys en Nonomys uit Noord-Amerika en Adelomyarion uit Europa, in de Muroidea of de jerboa's nog steeds onderwerp van controverse.
De indeling van de Muroidea is al sinds de 19e eeuw, toen het taxon voor het eerst werd voorgesteld (hoewel nog niet onder de huidige naam), onderwerp van controverse. Sommigen wilden alle Muroidea in de ene familie Muridae plaatsen, anderen onderscheidden ook de Cricetidae, weer anderen onderscheidden nog meer families, allen erkenden de aparte familie Spalacidae. Ook op een groot aantal andere punten verschilden de meningen. In de latere jaren van de 20e eeuw werd de plaatsing van alle Muroidea inclusief de Spalacidae in een familie over het algemeen geaccepteerd bij gebrek aan gedetailleerde kennis over de verwantschappen tussen de vele onderfamilies, maar de toename van de genetische kennis veranderde dat, waardoor vanaf 2004 weer een indeling met meerdere families gebruikt wordt. Deze verschilt echter sterk van eerdere indelingen door bijvoorbeeld de muishamsters in een aparte familie te plaatsen en een aparte Afrikaanse familie, de Nesomyidae, te erkennen.
De huidige indeling is als volgt:
- Familie Dwergslaapmuizen (Platacanthomyidae)
- Familie Blindmuisachtigen (Spalacidae)
  - Onderfamilie Blindmuizen (Spalacinae)
  - Onderfamilie Bamboeratten (Rhizomyinae)
  - Onderfamilie Tachyoryctinae
  - Onderfamilie Molhamsters (Myospalacinae)
- Clade Eumuroida
  - Familie Woelmuisachtigen (Cricetidae)
    - Onderfamilie Woelmuizen (Arvicolinae)
    - Onderfamilie Hamsters (Cricetinae)
    - Onderfamilie Manenratten (Lophiomyinae)
    - Onderfamilie Zuid-Amerikaanse muizen en ratten (Sigmodontinae)
    - Onderfamilie Noord-Amerikaanse muizen en ratten (Neotominae)
    - Onderfamilie Midden-Amerikaanse klimratten (Tylomyinae)

  - Familie Muisachtigen (Muridae)
    - Onderfamilie Muizen en ratten van de Oude Wereld (Murinae)
    - Onderfamilie Stekelmuisachtigen (Deomyinae)
    - Onderfamilie Gerbils (Gerbillinae)
    - Onderfamilie Groeftandbosmuizen (Leimacomyinae)
    - Onderfamilie Otomyinae

  - Familie Afrikaanse muizen en ratten (Nesomyidae)
    - Onderfamilie Madagaskarratten (Nesomyinae)
    - Onderfamilie Rotsmuizen (Petromyscinae)
    - Onderfamilie Delanymyinae
    - Onderfamilie Hamsterratten (Cricetomyinae)
    - Onderfamilie Boommuizen (Dendromurinae)
    - Onderfamilie Witstaartmuizen (Mystromyinae)

  - Familie Muishamsters (Calomyscidae)

Zie voor een overzicht van lagere taxonomische eenheden en soorten Lijst van knaagdieren naar familie.
De fossiele vertegenwoordigers van de Muroidea zijn in deze herclassificatie niet meegenomen. De oude, grote familie Muridae omvatte de volgende fossiele onderfamilies volgens het standaardwerk Classification of Mammals (1997):
- Cricetopinae (Oligoceen tot Mioceen van Azië)
- Eumyinae (Eoceen tot Oligoceen van Noord-Amerika)
- Paracricetodontinae (Eoceen tot Mioceen van Azië, Europa en Noord-Amerika)
- Melissiodontinae (Oligoceen tot Mioceen van Europa)
- Tachyoryctoidinae (Oligoceen tot Mioceen van Azië)
- Microtoscoptinae (Mioceen van Azië, Europa en Noord-Amerika)
- Baranomyinae (Mioceen tot Pleistoceen van Azië en Europa)
- Trilophomyinae (Plioceen tot Pleistoceen van Europa)
- Gobicricetodontinae (Mioceen van Azië)
- Cricetodontinae (Mioceen van Azië, Europa, Afrika en Noord-Amerika)
- Afrocricetodontinae (Mioceen van Afrika; mogelijk de voorouders van de Nesomyidae)
- Anomalomyinae (Mioceen tot Pleistoceen van Europa)

Daarnaast werd de Myocricetodontinae, een groep uit het Mioceen en Plioceen van Afrika, Europa en Azië die mogelijk de voorouders van de Muridae omvat, tot de gerbils gerekend en werd de Simimyidae uit het Eoceen van Noord-Amerika als een aparte familie naast de Muridae tot de Muroidea gerekend. Later werd nog de onderfamilie Pappocricetodontinae beschreven voor enkele zeer vroege Aziatische vormen (Midden-Eoceen tot Vroeg-Oligoceen). De plaatsing van de geslachten Selenomys, Leakeymys, Potwarmus, Blancomys, Epimeriones, Ulaancricetodon en Zhungaromys is nog onzeker.